# フリッツ・シュタインバッハ
フリッツ・シュタインバッハ（Fritz Steinbach, 1855年6月17日 - 1916年8月13日）は、ドイツの指揮者・作曲家。ヨハネス・ブラームスの作品を得意とした。

## 経歴
バーデン大公国グリュンスフェルトの音楽家の家庭に生まれる。ライプツィヒ音楽院に学んだ後、ウィーン音楽院でグスタフ・ノッテボームに音楽理論と対位法を、アントン・ドーアにピアノを師事した。1874年から1878年までフランクフルト・モーツァルト基金の奨学生に選ばれた。当初は作曲家として活動したが、1879年にマインツで副楽長に任命されて指揮者としての活動が軌道に乗り始める。その後はフランクフルトで、作曲や対位法の教師としてヨアヒム・ラフが院長を務めるホーホ音楽院に勤めた。
1886年に、リヒャルト・シュトラウスからマイニンゲン宮廷管弦楽団の楽長職を引き継ぐ。同楽団は、1881年から1885年まで、かつて楽長ハンス・フォン・ビューローのもとで精鋭オーケストラに育て上げられていた。マイニンゲンでシュタインバッハは、ブラームスに密に協力し、188年から1896年までしばしばブラームスを、ザクセン＝マイニンゲン侯ゲオルク2世や宮廷楽団の貴賓としてもてなした。シュタインバッハは最も名高いブラームス指揮者として名を上げ、ブラームス作品をとりわけ数多く上演した。これによりブラームスの確固たる地位がいっそう演奏界に築き上げられた。ブラームスの遺産が今日までマイニンゲンの街で特別に受け継がれている理由は、このようにシュタインバッハが土台を築いたことにある。
シュタインバッハはまた、ザクセン＝マイニンゲン公国の首都マイニンゲンを、バイロイトを手本にブラームスの街にしようと努力し、音楽院を併設したブラームス演奏会館を建てることを計画した。この目的のために、1897年と1899年ならびに1903年の3度にわたって、ブラームス作品で構成されたザクセン＝マイニンゲン地方音楽祭を成功裡に組織した。この音楽祭は、数多くのブラームスの専門家が一堂に会し、ヨーロッパの音楽祭の中でも大きな注目を集めた。1897年はブラームス本人が主賓として出席している。マイニンゲン宮廷楽団はシュタインバッハの指揮のもとに、1897年からたびたび演奏旅行を行い、スイスやオランダ、デンマーク、イングランド、ボヘミアの計85都市に297回客演した。ドイツで最初のブラームスの記念碑は、シュタインバッハの最終的な関与によって、1899年に彫刻家のアドルフ・フォン・ヒルデブラントによってマイニンゲンに建てられた。
しかしマイニンゲンの音楽院の計画は頓挫し、シュタインバッハは1903年のはじめにケルンに転居し、ギュルツェニヒ管弦楽団の指揮者とケルン音楽院の院長に転身した。ケルン音楽院では、1914年7月まで作曲法と指揮法の教鞭を執り、ハンス・クナッパーツブッシュやアドルフ・ブッシュ、フランツ・ミットラーらを指導した。
その後ミュンヘンに移り、1916年に同地で心筋梗塞のため世を去った。
兄のエミール (Emil Steinbach) も指揮者・作曲家で、リヒャルト・ワーグナーの曲を多く指揮した。スイスの指揮者ペーター・マークは曾姪孫に当たる。

## 主要作品
- オーボエ、クラリネット、ホルン、ヴァイオリン、ヴィオラ、チェロとピアノのための七重奏曲 イ長調 作品7（ショット出版社、マインツ、1882年）